# Itasca (Illinois)
Pour les articles homonymes, voir Itasca.
Itasca est un village du comté de DuPage dans l'Illinois, aux États-Unis,. Itasca est situé au nord du comté à proximité de l'aéroport international O'Hare de Chicago.

## Histoire
Le village est fondé en 1841, par Elijah Smith, un médecin de Boston. Il est baptisé en référence au lac Itasca et incorporé le 17 octobre 1901.

## Démographie
Lors du recensement de 2010, le village comptait une population de 8 649 habitants. Elle est estimée, en 2016, à 8 728 habitants.

## Source de la traduction
- (en) Cet article est partiellement ou en totalité issu de l’article de Wikipédia en anglais intitulé « Itasca, Illinois » (voir la liste des auteurs).